# Sailing to Philadelphia
Sailing to Philadelphia je drugi studijski album Marka Knopflera izdan 2000. godine.

## Popis pjesama
1. "What It Is" – 4:57
2. "Sailing to Philadelphia" – 5:29
3. "Who's Your Baby Now" – 3:05
4. "Baloney Again" – 5:09
5. "The Last Laugh" – 3:22
6. "Do America" – 4:11
7. "Silvertown Blues" – 5:32
8. "El Macho" – 5:29
9. "Prairie Wedding" – 4:26
10. "Wanderlust" – 3:52
11. "Speedway at Nazareth" – 6:23
12. "Junkie Doll" – 4:34
13. "Sands of Nevada" – 5:29
14. "One More Matinee" – 3:57

## Gostujući glazbenici
- James Taylor
- Van Morrison